# 1919 en Inde
Chronologie de l'Inde
- 1915
- 1916
- 1917
- 1918
- 1919
- 1920
- 1921
- 1922
- 1923

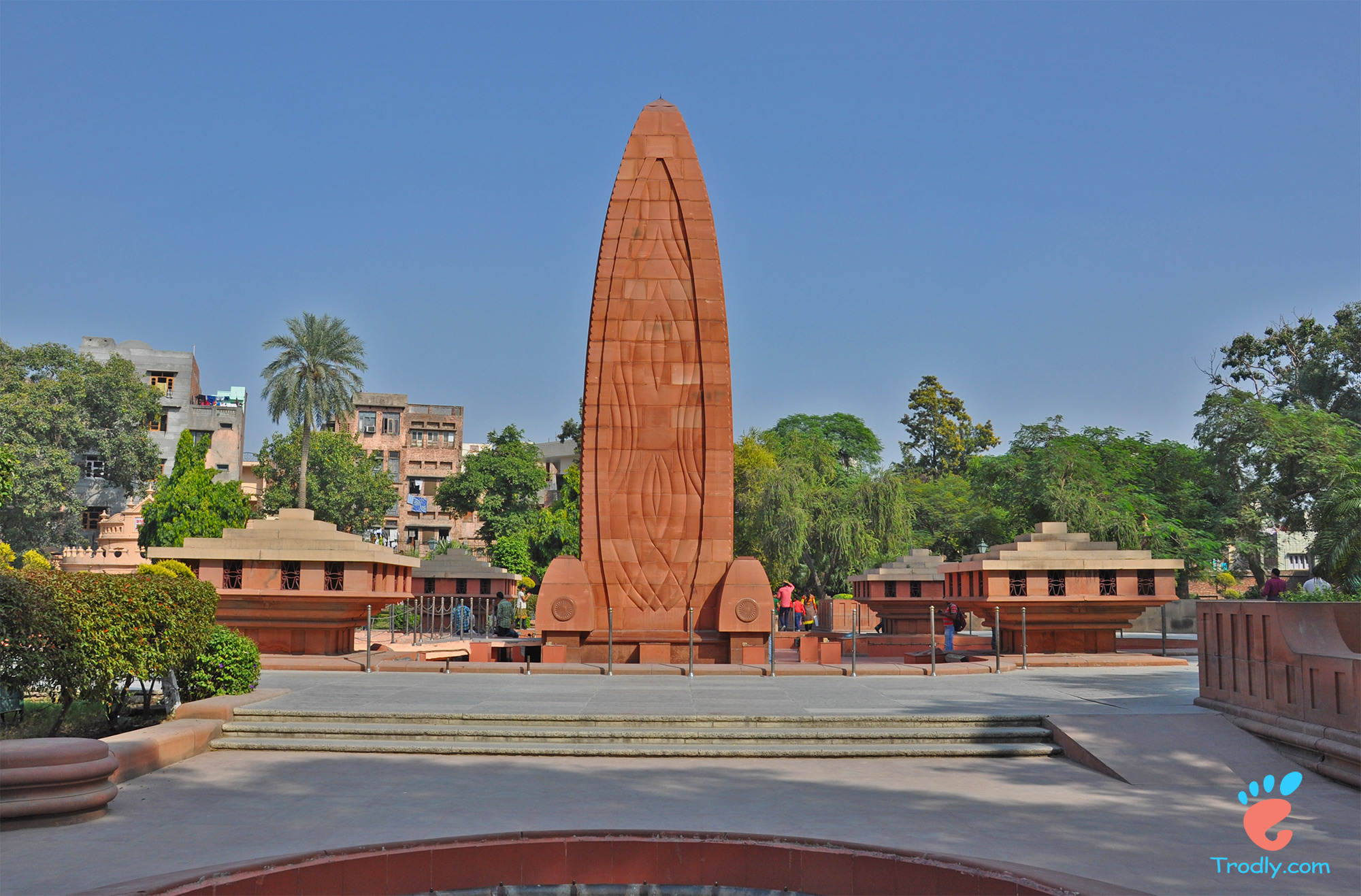
Le mémorial du massacre d'Amritsar (13 avril 1919).

Cette page concerne les évènements survenus en 1919 en Inde  :

## Évènement
- Grippe espagnole en Inde (en) (1918-1920) (bilan estimé : 12 millions de morts, soit 5% de la population)
- Kisan Sabha, mouvement de protestation dans l'actuel État indien de l'Uttar Pradesh ayant impliqué de nombreux groupes de castes agricoles.
- Réformes Montagu–Chelmsford
- 18 mars : Rowlatt Act ou  loi sur les crimes anarchiques et révolutionnaires de 1919.
- 6 avril : Le Mahatma Gandhi déclare une grève générale contre la loi Rowlatt.
- 13 avril : Massacre d'Amritsar (bilan : de 379 à 1 000 morts - environ 1 500 blessés).
- Début du mouvement Akali (en), également appelé mouvement de réforme des gurdwaras, est une campagne visant à réformer les gurdwaras (les lieux de culte sikhs).
- 15 octobre : Assassinat du principal de Newington House, un collège à Madras. C'est le début du scandale De La Haye (en).
- novembre : Début de la campagne du Waziristan.

## Création
- Central Sikh League
- Diário de Noite (en), journal en langue portugaise.
- Mouvement Califat
- The Samaja (en), journal.

## Naissance
- Kaifi Azmi (en), poète.
- Karuna Bannerjee, actrice.
- Jal Cursetji (en), amiral.
- P. N. Dhar (en), économiste.
- Gopal Godse, assassin de Gandhi.
- V. S. Huzurbazar (en), mathématicien.
- Chakali Ilamma (en), chef révolutionnaire.
- Jaswant Singh Kanwal (en), écrivain.
- Kalaikkal Kumaran (en), acteur.
- Babubhai Mistry (en), réalisateur.
- Sharda Mukherjee (en), femme politique.
- Arabinda Mukhopadhyay (en), réalisateur.
- Subhash Mukhopadhyay (en), poète.
- K. Padmanabhan Nair (en), réalisateur.
- D. K. Pattammal (en), chanteuse carnatique.
- Elizabeth Sewell (en), critique littéraire, poètesse, romancière.
- Ishrat Ali Siddiqui (en), journaliste et poète.
- N. C. Vasanthakokilam, chanteuse et actrice.
- Jayachamarajendra Wadiyar, 25e et dernier maharaja du royaume de Mysore.

## Décès
- Hari Narayan Apte (en), écrivain.
- George Lefroy (en), missionnaire, évêque de Calcutta et de Lahore.
- Arthur Wilfred Shilston (d), vétérinaire.
- Luigi Pio Tessitori, indianiste et linguiste italien.
- Ramendra Sundar Tribedi (en), poète et écrivain.
- Kandukuri Veeresalingam (en), écrivain.